# Описана сфера
Описаната сфера е геометрична сфера, която минава през всичките върхове на даден изпъкнал многостен, както и прав кръгов цилиндър или конус. Описаната сфера в тримерния случай е понятие построено по аналогия с описаната окръжност около фигура от равнината.

## Съществуване и оптималност
За всеки тетраедър съществува единствена описана сфера, но това свойство не е непременно в сила за n-стен при {\displaystyle n>4}. 
Когато съществува, описаната сфера може и да не е най-малката сфера, която съдържа многостена. Например, тетраедър (четиристен), получен при разрязването на куб (т.е. съдържащ един връх на куба и трите върха по продължението на прилежащите към върха страни) се описва от същата сфера, която описва и самия куб, но съществува и друга сфера, с по-малък радиус, която описва тетраедъра.
За всички правилни многостени съществуват описани около тях сфери, но за повечето неправилни многостени няма такива. За даден многостен, описаната сфера е най-малката сфера, която съдържа изпъкналата обвивка от подмножество от върховете на многостена. За всеки многостен е възможно да се определи дали има описана сфера и тя да бъде изчислена за линейно време.
- Описани сфери около Платонови тела
- Tетрaeдър
- Куб
- Oктaeдър
- Дoдекaeдър
- Икoсaeдър

## Свързани понятия
Други сфери, дефинирани за някои, но не за всички многостени, включват:
- вписана сфера – която се допира (в една обща точка) до всяка от стените на многостена;
- полувписана сфера – която се допира (в една обща точка) до всяка от страните на многостена (полувписаната сфера се намира между описаната и вписаната сфери).

При правилните многостени, вписаната, полувписаната и описаната сфери съществуват и са концентрични. 